# Manuel Marino Miniño
Manuel Marino Miniño Marión Landais (* 2. Januar 1930 in Baní; † 9. September 1996 in Santo Domingo) war ein dominikanischer Komponist, Dirigent und Musikpädagoge.
Miniño hatte als Kind Musikunterricht bei María Blanca Lamarche und besuchte die Violinklasse von Gabriel del Orbe. Später studierte er bei Roberto Caggiano und Manuel Simó. Während seiner Tätigkeit als Botschaftssekträr der Dominikanischen Republik in Rom besuchte er einen Kurs für Kontrapunkt und Musikdidaktik an der Academia de Santa Cecilia bei Alfredo de Ninno.
1958 gewann Miniño den ersten Premio Nacional mit der Oración de la novia. Im Folgejahr komponierte er ein Requiem, das er den Héroes y Mártires de Constanza, Maimón y Estero Hondo widmete, einer Gruppe dominikanischer Exilanten, die am 14. Juni 1959 einen bewaffneten Aufstand gegen den Diktator Rafael Trujillo unternommen hatten. Nach mehreren sinfonischen Werken wurde 1968 das dramatische Poem Sunhara nach einem Text von Pompilio Brower vom Orquesta Sinfónica Nacional und den Solisten Ivonne Haza und Rafael Sánchez Cestero im Palacio de Bellas Artes uraufgeführt. Zur Einweihung der Kirche Nuestra Señora de la Altagracia in Higuey 1971 komponierte Miniño eine Messe.
Neben seiner Tätigkeit als Komponist unterrichtete Miniño Harmonielehre, war Direktor des Conservatorio Nacional de Música und Präsident des Instituto Duartiano.

## Werke
- Oración de la novia, 1958
- Requiem, 1959
- Sinfonía masónica, 1960
- Concerto grosso y Concertante, 1960
- Suite de danzas españolas, 1964
- Presencia del ángel, Kantate für Sopran, Tenor, Bariton, Chor und Orchester, 1964
- Patria, sinfonische Suite, 1965
- Sunhara für Sopran, Tenor, Chor und Orchester, 1968
- Misa, 1971